# Stanislaus von Krakau

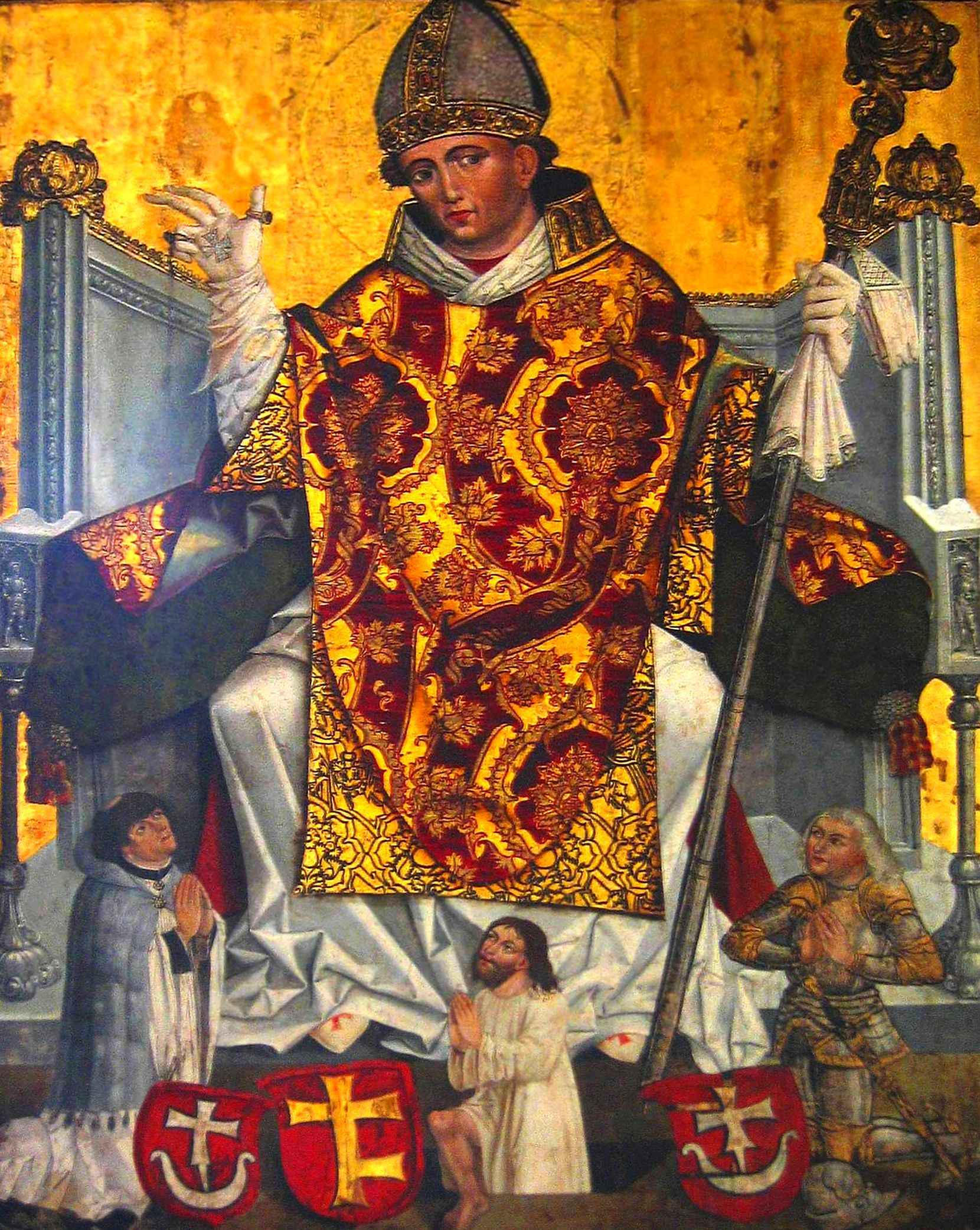
Stanislaus von Krakau, Tafelbild, 16. Jahrhundert

Stanislaus von Krakau, (auch Stanislaus von Szczepanów, bzw. Szczepański und Rurykowicz,polnisch Stanisław ze Szczepanowa oder Stanisław Szczepanowski;* um 1030 in Szczepanów; † 11. April 1079 in Krakau, Kleinpolen), war Bischof von Krakau. Er gilt als einer der polnischen Nationalheiligen.

## Leben

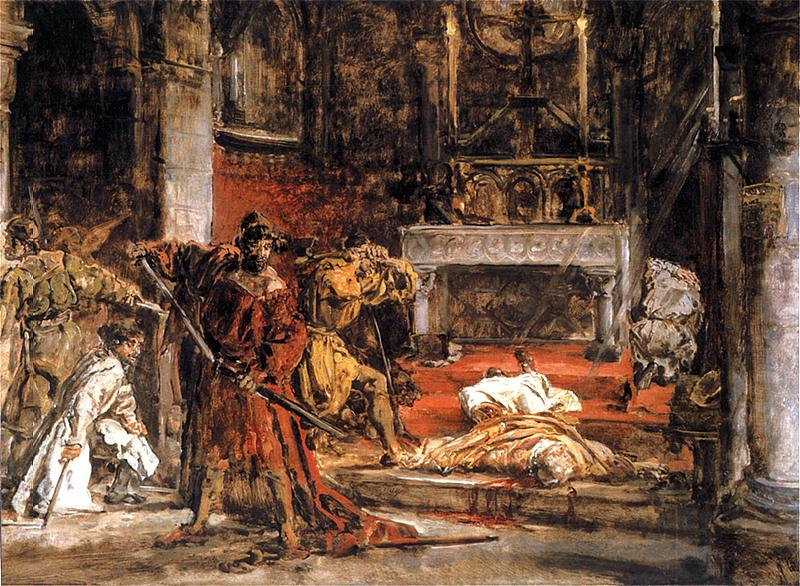
Ermordung des Stanislaus von Krakau, Jan Matejko

Stanislaus entstammte einer polnischen Adelsfamilie. Nach dem Besuch mehrerer Domschulen (Gnesen, Krakau und Paris oder Lüttich) kam er im Jahr 1062 nach Krakau, wo er 1063 Kanonikus wurde. Im Jahr 1072 wurde er zum Bischof von Krakau ernannt.
Im Frühjahr 1079 geriet der polnische König Bolesław II. über eine nicht überlieferte Provokation des Bischofs Stanisław dermaßen in Zorn, dass er das Todesurteil über ihn verhängte. Ob er ihn hinrichten ließ oder selber hinrichtete, ist aus zeitgenössischen Quellen nicht nachweisbar.
Etwa ein Jahrhundert nach diesem Vorfall berichtete der Bischof und Historiker Wincenty Kadłubek in seiner Chronica Polonorum ausführlicher darüber: 
Stanisław hätte den polnischen König Bolesław II. wegen dessen Untreue gegenüber seiner Ehefrau ermahnt, der König hätte aber die Aufforderung ignoriert und kirchliche Besitzgüter beschlagnahmt. Daraufhin habe ihn Stanisław exkommuniziert. Der Streit sei eskaliert und Bolesław II. habe darauf das Todesurteil über den Bischof verhängt. Die Ritter hätten die Vollstreckung verweigert und der König diese anschließend persönlich vollzogen. Am 11. April 1079 sei Bolesław II. während der Messe in der Krakauer Michaeliskirche erschienen und habe den Bischof am Altar mit dem Schwert erschlagen und zerstückelt. Die Leichenteile ließ er auf freiem Feld verstreuen. Gesichert überliefert ist, dass es wegen der Hinrichtung zu einem Volksaufstand kam und Bolesław II. nach Ungarn geflohen war, später nach Ossiach, wo er bei der Stiftskirche begraben wurde.
Untersuchungen der Reliquien ergaben, dass der Körper des Bischofs zwar nicht verstümmelt, dieser aber mit großer Wahrscheinlichkeit erschlagen wurde. Ein Beleg hierfür sind Knochenfrakturen an Stanisławs Schädel. 
Stanisław wurde 1253 von Papst Innozenz IV. heiliggesprochen. Im Jahr 1979 hat Papst Johannes Paul II. mit seinem Apostolischen Schreiben „Rutilans Agmen“ den Gedenktag des hl. Stanislaus (11. April) zu einem gebotenen erhoben.

## Gedenktag
- Katholisch: 11. April (Gebotener Gedenktag im Allgemeinen Römischen Kalender)
  - Gedenktag III Klasse: 7. Mai
  - in Polen: 8. Mai (Todestag)
  - in Gnesen: Übertragung der Gebeine am 27. September

In Bayern gilt eine Wetterregel:
- „Wenn sich naht St. Stanislaus, rollen die Kartoffeln aus“.

## Legenden
Während der Schlacht bei Tannenberg im Jahr 1410 soll sich der heilige Stanisław über dem polnisch-litauischen Heer schwebend gezeigt und so die Krieger zum Sieg über den Deutschen Orden geführt haben.